# Messerschmitt Me 209
Il Messerschmitt Me 209 fu un aereo da caccia monomotore ad ala bassa sviluppato dall'azienda aeronautica tedesca Messerschmitt AG alla fine degli anni trenta e rimasto allo stadio di prototipo.
Inizialmente concepito come aereo da primato, il Me 209 V1, e per questo equipaggiato con una versione appositamente realizzata del motore aeronautico Daimler Benz DB 601 ARJ da 1 800 PS (1 324 kW), il suo sviluppo proseguì come evoluzione del precedente Bf 109 durante i primi anni quaranta.
La bibliografia inoltre fa riferimento ad un progetto di sviluppo profondamente rivisto, indicato come Messerschmitt Me 209-II ma che ufficialmente era il quinto prototipo della serie ed identificato come Me 209 V5, concepito come evoluzione del Me 109 G, tuttavia il programma venne interrotto perché nel frattempo erano già stati avviati alla produzione in serie i concorrenti Focke-Wulf Fw 190D e Focke-Wulf Ta 152 ed il Reichsluftfahrtministerium (RLM), il ministero che nel periodo hitleriano sovraintendeva l'intera aviazione tedesca, non ritenne necessario dotarsi di un nuovo modello.

## Storia del progetto

### Il Me 209 V1 da primato

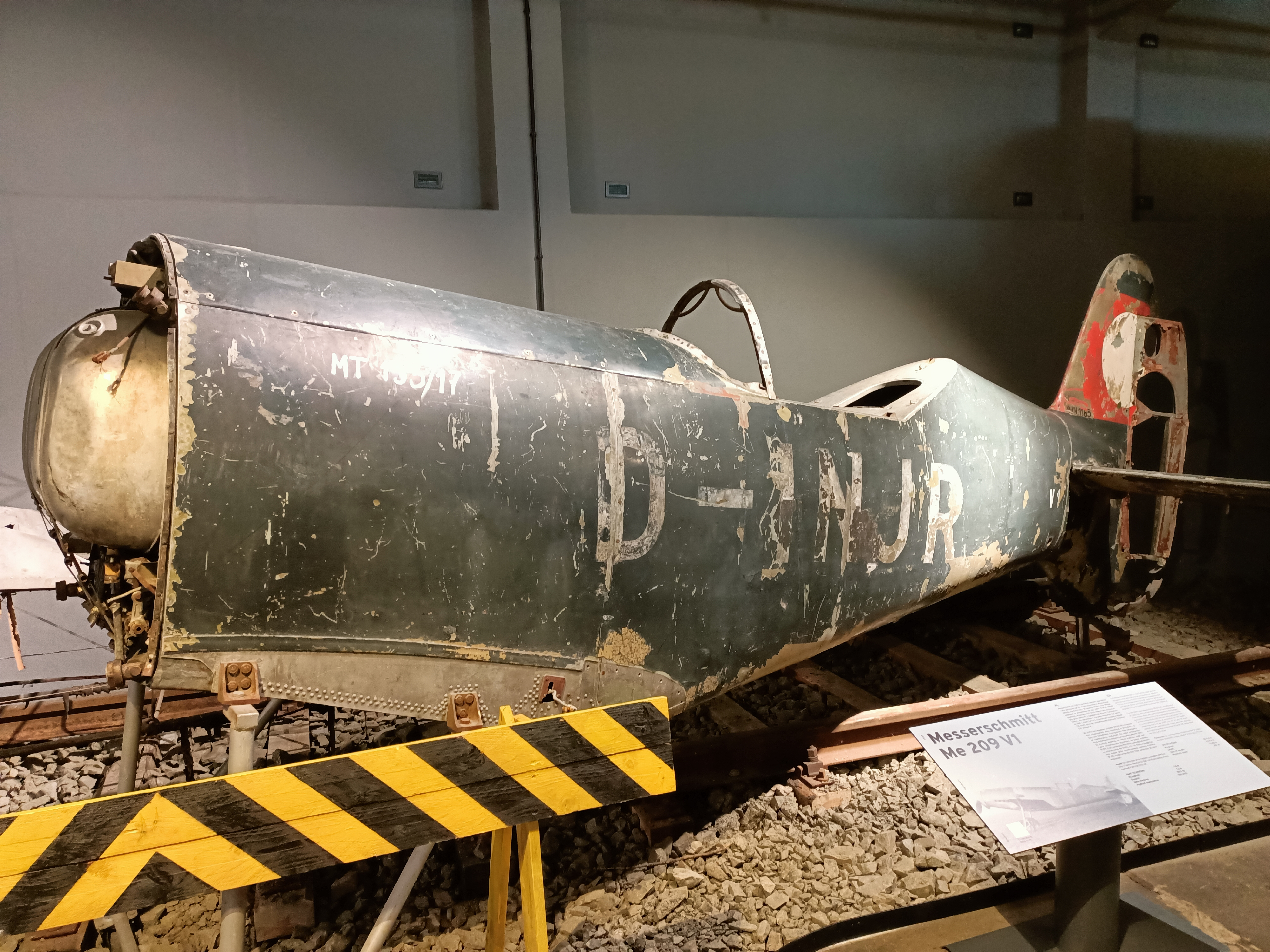
La fusoliera del Me 209 V1 esposta al Museo dell'aviazione polacca (Muzeum Lotnictwa Polskiego w Krakowie) di Cracovia.

Il concepimento del progetto relativo al Me 209 è direttamente riconducibile nel desiderio espresso dal Führer Adolf Hitler di conseguire riconoscimenti internazionali nel campo della tecnologia ed affermare così la superiorità della Germania nazista nei confronti delle altre nazioni. Nello specifico suggerì alla dirigenza del Reichsluftfahrtministerium (RLM) di realizzare un velivolo militare in grado di conseguire il primato mondiale di velocità. Già dall'estate del 1937, cinque Bf 109 furono inviati a un raduno internazionale a Zurigo e partecipando a vari eventi, i velivoli riuscirono ad ottenere clamorosi successi, vincendo il Circuito Internazionale delle Alpi, una gara a squadre, oltre a gare di velocità e competizioni di picchiata e cabrata.
Tuttavia Willy Messerschmitt, titolare dell'azienda aeronautica che portava il suo nome, avviò il programma di sviluppo e curandone direttamente il progetto di un velivolo completamente nuovo che, in base alle convenzioni RLM, era stato identificato come Me 209, quindi direttamente evoluto dal precedente Bf 109 ed associabile con il caccia già in linea nei reparti della Luftwaffe, ma che in realtà non ne aveva alcuna discendenza diretta e che aveva adottato quella sigla per esigenze di propaganda. Il Me 209 doveva solamente perseguire lo scopo per cui era concepito, un aereo da competizione mascherato da caccia ad alte prestazioni relegato allo stato di singolo prototipo sperimentale.

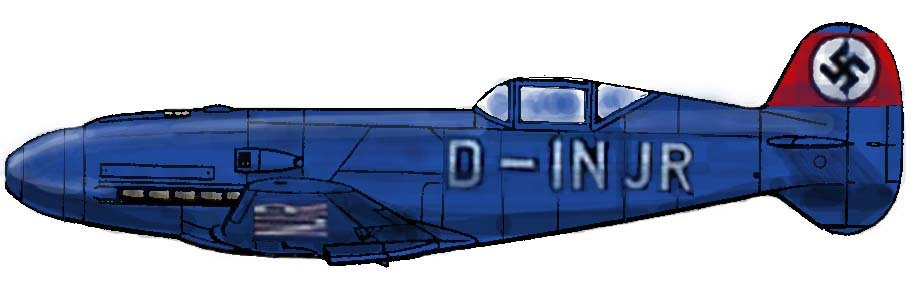
Il profilo del Me 209 V1 marche D-INJR.

Il progetto era relativo ad un compatto monomotore caratterizzato dalla collocazione della cabina di pilotaggio arretrata sulla fusoliera, posizionata poco più avanti dell'impennaggio cruciforme che estendeva il proprio elemento verticale sotto la coda. Inoltre, a differenza del Bf 109, il Me 209 adottava un diverso schema per il carrello d'atterraggio il quale, pur mantenendo simile l'impostazione, da triciclo classica con ruotino posteriore sostituito da un pattino ammortizzato sotto la coda, vedeva gli elementi principali retraibili nel piano alare verso la fusoliera e non verso l'esterno.
La costruzione del Me 209 venne avviata nel 1937, equipaggiato con il motore destinato ad equipaggiare la versione Bf 109 E (Emil), il V12 Daimler Benz DB 601, tuttavia in una versione elaborata indicata come ARJ, profondamente rivisto per riuscire ad erogare una potenza continua di 1 800 PS (1 324 kW) ma in grado di raggiungere i 2 300 PS (1 693 kW) per brevi periodi, abbinato da un impianto di raffreddamento a sfioramento (detto anche ad evaporazione).
Dopo le prime prove in volo aziendali in data 26 aprile 1939 il Me 209 V1, immatricolato con marche civili D-INJR, ai comandi del Flugkapitän (capitano) e pilota collaudatore Fritz Wendel riuscì a battere il precedente primato, ottenuto da Hans Dieterle il 30 marzo di quello stesso anno a bordo dell'Heinkel He 100 V8, raggiungendo i 755,136 km/h.

### Lo sviluppo militare

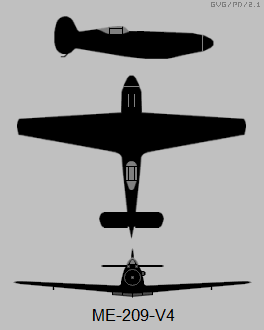
Tavole prospettiche del prototipo Me 209 V4.

L'idea di convertire il progetto del Me 209 ad un modello da destinare ad un impiego effettivamente operativo nel ruolo di aereo da caccia prese consistenza dopo la Battaglia d'Inghilterra, dove i Bf 109 utilizzati dagli JG della Luftwaffe vennero messi in difficoltà dai Supermarine Spitfire in dotazione alla britannica Royal Air Force. Tuttavia il modello, almeno nella configurazione del Me 209 V1, non era sicuramente adatto al combattimento aereo. L'ala era completamente occupata dal liquido del sistema di raffreddamento, il che pregiudicava l'installazione di un qualsiasi armamento convenzionale nel piano alare. Inoltre anche la sua manovrabilità risultava carente per le esigenze del ruolo operativo ed estremamente difficile da controllare sul terreno.
Ciò nonostante l'ufficio tecnico della Messerschmitt avviò un programma di sviluppo per sopperire alla mancanza delle caratteristiche necessarie. I tre prototipi che ne seguirono vennero modificati adottando una diversa motorizzazione, sempre un DB 601 ma di serie e dalle prestazioni meno estreme, una diversa ala, caratterizzata dall'apertura maggiorata dagli originali 7,80 m ai 10,04 m raggiunti nel V4, da un impennaggio di diverso disegno che integrava una deriva sviluppata in altezza, e dall'installazione di una coppia di mitragliatrici MG 17 calibro 7,92 mm posizionate davanti all'abitacolo ed integrate nel cofano del motore. Tutte queste modifiche però innalzarono il peso del velivolo al punto tale che, ad un confronto con il contemporaneo Bf 109 E, risultava più lento di quella versione. Dati i deludenti risultati lo sviluppo di questa prima serie di prototipi venne abbandonato, tuttavia l'esperienza acquisita fu utilizzata per un'ulteriore evoluzione del progetto originale che fosse conforme ad una specifica RLM per un caccia d'alta quota: questo sviluppo diede origine al Me 209 V5, identificato anche come Messerschmitt Me 209-II.